# Хазбиу, Кадри
Кадри Хазбиу (алб. Kadri Hazbiu; 15 июля 1922, Маврове, Влёра (область) — 10 сентября 1983, Линзе, Тирана) — албанский государственный и военный деятель. Член Политбюро ЦК Албанской партии труда (1971—1982), министр внутренних дел НРА (1954—1980), министр обороны НСРА (1980—1982). Близкий сподвижник Энвера Ходжи и Мехмета Шеху, видный представитель ортодоксального крыла АПТ, один из руководителей карательного аппарата МВД и Сигурими, ответственных за массовые политические репрессии. На процессе по делу группы Шевдета Мустафы был обвинён в подготовке военного заговора. Снят со всех постов, арестован, осуждён и казнён.

## Военная служба
Родился в семье сельского кланово-регионального лидера области Влёра. Окончил коммерческое училище. Во время Второй мировой войны вступил в Коммунистическую партию Албании (с 1948 года — Албанская партия труда, АПТ), возглавляемую Энвером Ходжей. Присоединился к Национально-освободительной армии. Служил в 5-й бригаде НОАА под командованием Шефкета Печи, руководил отделом армейской безопасности в Директорате народной защиты (DMP).
После освобождения страны и провозглашения Народной республики Албании, Хазбиу получил звание полковника и должность начальника военной контрразведки. Получил военное образование в Советском Союзе.

## Послевоенная карьера. Борьба с политической оппозицией
В 1950 году Кадри Хазбиу был назначен заместителем министра внутренних дел НРА Мехмета Шеху и директором службы госбезопасности Сигурими. На этих постах принимал активное участие в массовых репрессивных кампаниях, направленных против противников нового режима. Руководил подавлением Горного комитета в Мирдите, координировал внедрение к антикоммунистическим повстанцам тайного агента Паля Мелюши (координация не удалась: 12 апреля 1950 Мелюши погиб от «дружественного огня»).
Кадри Хазбиу, наряду с Мехметом Шеху и вторым заместителем министра внутренних дел Михалаком Зичишти курировал расправу без суда над группой оппозиционной интеллигенции в феврале 1951 года. С апреля 1952 года — член ЦК АПТ. В июле 1954 года, в рамках кампании по разделению государственных должностей, Хазбиу сменил Шеху (оставшегося премьер-министром) на посту министра внутренних дел. Возглавлял албанское МВД более четверти века — до апреля 1980 года.
Возглавляя Сигурими, а потом и МВД, Кадри Хазбиу руководил политическими репрессиями, партийными чистками, преследованиями верующих. Более чем в двухстах случаях непосредственная личная ответственность Хазбиу за расправы по политическим причинам установлена документально. Являлся председателем специальной комиссии по депортациям, учреждённой в 1955 году.
В 1956—1957 годах Кадри Хазбиу сыграл важную роль в подавлении «заговора Плаку — Ндреу», когда реформистское крыло АПТ (сторонники реформ в духе XX съезда КПСС) попыталось отстранить Энвера Ходжу от власти на партийной конференции в Тиране. Во главе этой группы стояли генералы Панайот Плаку и Дали Ндреу, которые опирались на поддержку ряда партийных функционеров во главе с Лири Белишовой. Попытка была сорвана манёврами самого Ходжи (формально осудившего культ личности) вмешательством лояльных ему силовиков во главе с премьером Шеху и Кадри Хазбиу. Дали Ндреу был расстрелян вместе с беременной женой Лири Гегой. Панайот Плаку бежал в Югославию, где вёл активную антиходжаистскую политическую деятельность, но был убит агентами Сигурими по приказу Хазбиу. Впоследствии Хазбиу говорил, что обещал сохранить жизнь Ндреу и Геге. Если это обещание действительно имело место, оно оказалось обманом.
В 1960—1961 годах Хазбиу участвовал в организации «процесса 65-ти», по результатам которого были казнены 13 человек, в том числе командующий военно-морским флотом НРА контр-адмирал Теме Сейко.
В 1963 году Сигурими раскрыла подпольную организацию под руководством радиожурналистов Фадиля Кокомани и Вангеля Лежо. По версии следствия, группа распространяла антиправительственные листовки и готовила не только побег за границу, но и покушения на Ходжу, Шеху и Хазбиу. Были казнены Трифон Джагика и Тома Рафаэли, пять человек получили длительные сроки заключения.
В мае 1973 года силами МВД под общим руководством Хазбиу — непосредственно карательную операцию возглавлял его заместитель и племянник премьер-министра НРА Фечор Шеху — было жестоко подавлено восстание в тюрьме Спач и казнены лидеры восстания Паль Зефи, Хайри Пашай, Дервиш Бейко, Скендер Дайя. Десятки заключённых получили дополнительные сроки.
В 1974 году Хазбиу курировал следствие по делу о «военном заговоре» группы министра обороны Бекира Балуку. Несколько военных руководителей — сам Балуку, начальник генштаба АНА Петрит Думе, начальник политуправления АНА Хито Чако — были осуждены и расстреляны. В 1977 году Хазбиу вынес смертные приговоры бывшему министру финансов и экономики Абдюлю Келези и бывшему министру промышленности Кочо Теодоси, обвинённым в экономическом ревизионизме и антипартийном заговоре.
В 1979 году были раскрыты «националистическая и ревизионистская организации» в тюрьме Спач, казнены политзаключённые Джелаль Копренцка, Фадиль Кокомани и Вангель Лежо.
Разгром целого ряда «враждебных групп и организаций» позволил Энверу Ходже и Мехмету Шеху запугать и дезорганизовать оппозицию, укрепить свою власть в условиях разрыва связей с СССР, жёсткого противостояния с Югославией и конфликта с Грецией, изоляции от социалистического лагеря.
Кадри Хазбиу придерживался идеологии сталинизма и ходжаизма, одобрял проводимую после 1956 года политику «строительства социализма в условиях капиталистического, социал-империалистического и ревизионистского окружения». Дважды посещал КНР в годы Культурной революции. Политически ориентировался прежде всего на группу премьер-министра Мехмета Шеху.
В 1957 году Хазбиу получил воинское звание генерал-лейтенанта. С ноября 1971 года состоял в высшем органе партийно-государственной власти — Политбюро ЦК АПТ. В 1980 году Кадри Хазбиу сменил Мехмета Шеху на посту министра народной обороны НСРА. МВД возглавил Фечор Шеху.

## Конфликт в руководстве
В начале 1980-х годов на фоне разрыва с Китаем, опыта событий в Польше и военной угрозы из-за событий в Косово, обострились политические противоречия в партийно-государственном руководстве Албании. Вопреки ухудшению экономического положения страны, первый секретарь ЦК АПТ Энвер Ходжа продолжал отстаивать курс на тотальную самоизоляцию. Премьер-министр Мехмет Шеху начал отходить от непримиримой сталинистско-ходжаистской позиции и выступал за ограниченное установление связей с иностранными государствами, включая страны советского блока (хотя бы для преодоления экономических трудностей). В декабре 1981 года эти разногласия вылились в жёсткий конфликт между двумя руководителями страны. Опираясь на партаппарат (курируемый Рамизом Алией) и Сигурими, победу одержал Ходжа.
17 декабря 1981 года албанские СМИ официально объявили, что Мехмет Шеху покончил жизнь самоубийством после заседания Политбюро ЦК АПТ. На этом заседании обсуждался вопрос о политическом контексте помолвки его сына с дочерью одного из «врагов». Впоследствии Шеху был обвинён в «работе на американские, советские и югославские спецслужбы». Причины и ход событий до сих пор остаются неизвестны, есть множество версий, включая гибель Шеху в перестрелке во время заседания.
После смерти Шеху, позиции его сторонников, включая Кадри Хазбиу, были резко подорваны. Сам Хазбиу превратился в потенциальный объект репрессий.

## Обвинение и казнь
В сентябре 1982 года албанские эмигранты-антикоммунисты — группа Шевдета Мустафы — нелегально пробрались в НСРА с целью убить Энвера Ходжу. Попытка не удалась — Шевдет Мустафа, Сабаудин Хаснедар и Фадиль Касели погибли в столкновениях с частями Сигурими и полицией, Халит Байрами был арестован и предстал перед судом.
На процессе Халит Байрами (бывший агент Сигурими) назвал Кадри Хазбиу одним из участников заговора против Ходжи. Хазбиу инкриминировались связи с ЦРУ США, КГБ СССР и UDB СФРЮ, а также с группой Бекира Балуку в начале 1970-х (которую он сам же ликвидировал). 15 октября 1982 года Хазбиу был арестован. Насколько известно, он не дал затребованных показаний даже под физическим воздействием. Среди свидетелей обвинения был, в частности, Нести Керенджи.
Закрытый суд под председательством Аранита Чели приговорил Кадри Хазбиу к смертной казни. Через одиннадцать месяцев после ареста Кадри Хазбиу был расстрелян в сельском пригороде Тираны. Наряду с Кадри Хазбиу, репрессиям подверглась группа родственников и сподвижников покойного Шеху — были расстреляны снятый с поста министра внутренних дел Фечор Шеху, бывший министр здравоохранения Ламби Зичишти и функционер МВД Ламби Печини. Вдова Мехмета Шеху Фикирете умерла в тюрьме. К длительным срокам заключения были приговорены другие обвиняемые, в том числе многолетний министр иностранных дел Нести Насе и экс-директор Сигурими Михалак Зичишти.

МВД в коммунистической Албании было каким-то проклятым ведомством. Как «нехорошая квартира» N 50 в «Мастере и Маргарите». Кочи Дзодзе повесили, Мехмета Шеху застрелили, Кадри Хазбиу расстреляли… Обычный коммунистический террариум единомышленников.

Обстоятельства и место казни Кадри Хазбиу до свержения режима АПТ в 1991—1992 годах являлись государственной тайной. Только в ноябре 1995 года по просьбе семьи Хазбиу была проведена эксгумация и перезахоронение в Тиране.